# National Rugby League 1924
La New South Wales Rugby Football League de 1924 fue la decimoséptima temporada del torneo de rugby league más importante de Australia.

## Formato
Los clubes se enfrentaron en una fase regular de todos con todos, el equipo mejor ubicado al terminar la fase regular se corona campeón del torneo.
Se otorgaron 2 puntos por el triunfo, 1 por el empate y ninguno por la derrota.

## Desarrollo

### Tabla de posiciones
| Pos. | Equipo            | Encuentros | Encuentros | Encuentros | Encuentros | Tantos | Tantos | Tantos | Puntos |
| Pos. | Equipo            | PJ         | PG         | PE         | PP         | F      | C      | Dif    | Puntos |
| ---- | ----------------- | ---------- | ---------- | ---------- | ---------- | ------ | ------ | ------ | ------ |
| 1    | Balmain           | 8          | 6          | 1          | 1          | 124    | 53     | +71    | 15     |
| 2    | South Sydney      | 8          | 6          | 1          | 1          | 104    | 60     | +44    | 15     |
| 3    | Western Suburbs   | 8          | 4          | 0          | 4          | 130    | 103    | +27    | 10     |
| 4    | Glebe             | 8          | 4          | 0          | 4          | 87     | 95     | -8     | 10     |
| 5    | St. George        | 8          | 3          | 2          | 3          | 94     | 125    | -31    | 10     |
| 6    | North Sydney      | 8          | 3          | 0          | 5          | 107    | 128    | -21    | 8      |
| 7    | Eastern Suburbs   | 8          | 3          | 0          | 5          | 85     | 106    | -21    | 8      |
| 8    | Sydney University | 8          | 2          | 1          | 5          | 85     | 115    | -30    | 7      |
| 9    | Newtown           | 8          | 2          | 1          | 5          | 98     | 129    | -31    | 7      |

|  | Definición por el campeonato. |

#### Definición
| 29 de julio | Balmain Tigers | 3 - 0 | South Sydney |  |  |

| Bandera de Australia   |
| Campeón Balmain Tigers |
| Sexto título           |